# Тельович Роман Володимирович
Роман Володимирович Тельович (нар. 7 січня 1945, c. Язловець Бучацького району Тернопільської області) — український вчений-фізик (галузь фізичного металознавства), доктор технічних наук.

## Життєпис
Закінчив Бучацьку середню школу № 1 (тепер у приміщенні діє Бучацька гімназія імені Володимира Гнатюка), механіко-технологічний факультет Львівського політехнічного інституту за спеціяльністю «Фізика металів» (1968 рік).
З 1968 (1969) року працює в Інституті металофізики ім. Г. В. Курдюмова НАН УРСР (України, спочатку інженер, молодший науковий співробітник 1970—1978 роки, старший науковий співробітник 1981—1989 роки, завідувач лабораторією з 1989 року). Кандидат фізико-математичних наук (1979 р.), доктор технічних наук (1995 р.), професор з 1999 року.
Представник київської школи металофізиків академіка В. Н. Ґріднєва. Основні напрямки наукової діяльности: механізм та кристалографія фазових перетворень у сталевих та титанових сплавах; технологічні процеси швидкісного термодеформаційного зміцнення металевих матеріалів. Серед його учнів 3 кандидати наук (працюють в США, Австралії, Німеччині). Член Спеціялізованої вченої ради при Інституті металофізики НАН України.

## Науковий доробок
Автор близько 70 наукових праць, має 5 свідоцтв, 1 патент на винаходи.

## Відзнаки
- Державна премія України в галузі науки і техніки (1993 рік).[1]